# Arbanitis mascordi
Espèce
Synonymes
- Misgolas mascordi Wishart, 1992

Arbanitis mascordi est une espèce d'araignées mygalomorphes de la famille des Idiopidae.

## Distribution
Cette espèce est endémique de Nouvelle-Galles du Sud en Australie. Elle se rencontre dans le parc national Dorrigo.

## Description
La carapace de la femelle paratype mesure 10,78 mm de long sur 7,64 mm et l'abdomen 12,46 mm de long sur 7,74 mm.

## Étymologie
Cette espèce est nommée en l'honneur de Ramon Mascord.

## Publication originale
- Wishart, 1992 : New species of the trapdoor spider genus Misgolas Karsch (Mygalomorphae: Idiopidae) with a review of the tube-building species. Records of the Australian Museum, vol. 44, no 3, p. 263-278 (texte intégral).